# Парк Шуберта
Верингское (Веринг — район Вены) кладбище, также называемое «Парком Шуберта», является первоначальным местом захоронения Людвига ван Бетховена и Франца Шуберта.
22 сентября 1888 года прах композиторов был перезахоронен на Центральном кладбище Вены. Затем вокруг их могил образовался знаменитый участок захоронений композиторов и музыкантов. Тем не менее, там остался бюст Шуберта на месте его первоначального захоронения.